# La locura de Almayer
La locura de Almayer es la primera novela de Joseph Conrad, publicada en 1895 por T. Fisher Unwin. Ambientada a fines del siglo XIX, se centra en la vida del comerciante holandés Kaspar Almayer en la jungla de Borneo y su relación con su hija Nina, de herencia mixta.

## Antecedentes
Estando en Semarang, Malaya, Conrad abordó el 2 de julio de 1887 el buque a vapor Celestial, desembarcando en Singapur el 6 de ese mes. El objetivo de su viaje era hacerse tratar en el Hospital Europeo de una herida en la espalda que le había producido un mástil en su caída, acontecimiento que describiría en su novela Lord Jim. El primer oficial del SS Celestial, que había llevado a Conrad a Singapur, era Frederick Havelock Brooksbank, yerno del entonces conocido comerciante y marinero William Lingard, prototipo de Tom Lingard en La locura de Almayer, Un vagabundo de las islas (1896) y El rescate (1920). Conrad nunca conoció a William Lingard, pero escuchó mucho sobre él, principalmente de los sobrinos de Lingard, James y Joshua Lingard. Probablemente fue a través de Brooksbank que Conrad conoció a James Craig, patrón del pequeño vapor Vidar, que hacía viajes entre Singapur y pequeños puertos en Borneo y Sulawesi. James (Jim) Lingard había estado viviendo durante algunos años como agente comercial en Borneo, en Berau, en el río Berau. El 22 de agosto de 1887, Conrad zarpó de Singapur en el Vidar como primer oficial; hizo cuatro viajes en ella: 22 de agosto - 26 de septiembre; 30 de septiembre – 31 de octubre; 4 de noviembre - 1 de diciembre de 1887; y el último, que finalizó el 2 de enero de 1888.
Aparte de los seis días en Muntok en 1883, esta fue la primera oportunidad de Conrad de ver el Oriente de cerca. El Vidar penetró profundamente tierra adentro, ascendiendo por los ríos. De los seis puertos de escala, cuatro se encontraban en el interior del país, dos a una distancia de hasta 30 millas del mar. Contra el fondo natural primitivo de vegetación exuberante, insaciable y putrefacta, los puestos comerciales deben haber aparecido como tontos desafíos a las fuerzas invencibles de los trópicos, o como una prueba patética de la vanidad del esfuerzo humano. Particularmente grotesca debe haber sido la impresión que causaron los hombres blancos, quienes, separados de sus propias civilizaciones, a menudo se convirtieron en alcohólicos o enloquecieron. Los colonizadores vivían en Tanjung Redeb [en el río Berau], incluido el inglés James Lingard y un holandés euroasiático, Charles William Olmeijer (o Ohlmeijer), que había vivido allí durante diecisiete años. Olmeijer, su nombre transcrito fonéticamente como "Almayer", se convirtió en el protagonista de la primera novela de Conrad y héroe de la segunda, Un vagabundo de las islas (1896). También aparece en el volumen autobiográfico Crónica personal (1912), donde Conrad escribe: "Si no hubiera llegado a conocer bastante bien a Almayer, es casi seguro que nunca se habría impreso una línea mía". Pero como observa Jocelyn Baines, "Esto era un cumplido demasiado grande para Almayer porque cuando alguien está listo para escribir, siempre habrá un Almayer a mano". En realidad, Conrad no llegó a conocer bien a Olmeijer. Como escribió en marzo de 1917: "no teníamos conexiones sociales en tierra. No es muy práctico para un marinero". Unos días antes, había escrito a su editor: "Sabía muy poco de la gente de la costa. Era primer oficial del SS Vidar y estaba muy ocupado cuando estaba en el puerto". Ni el patético Almayer de Crónica personal ni el trágico Almayer de La locura de Almayer tienen mucho en común con el verdadero Olmeijer. Conrad usó en sus escritos los nombres de las personas que conoció, y ocasionalmente su apariencia física, solo como ayuda para crear un mundo ficticio a partir de sus recuerdos, libros que había leído y su propia imaginación.
Durante cinco años, el manuscrito inacabado de la novela acompañó a Conrad en sus viajes a través del Canal de Suez y alrededor del Cabo de Buena Esperanza, hasta África Central y Australia. Se quedó varado en la estación de tren Friedrichstrasse de Berlín y fue rescatado por un mozo. Cayó por la borda y fue sacado del río Congo.

## Trama
Almayer es un hombre de negocios holandés que hace veinte años probó su suerte viajando de Java, donde se habían instalado sus padres, a Sulawesi. Teniendo conocimientos de inglés y aritmética, consigue trabajo en los almacenes de la casa de comercio del viejo Hudig, en Macasar. Recién llegado, escucha hablar de las andanzas y hazañas de Tom Lingard, un aventurero inglés cuyas habilidosas transacciones comerciales y furiosas batallas con los piratas sulus, le habían hecho ganar el apodo de "Rajá-Laut": el Rey de los Mares. Las narraciones incluyen el romántico episodio de una niña malaya herida en una pierna, que no pudo abandonar el prao del cual había saltado por la borda la tripulación, después de ser vencidos por Lingard. La niña había sido curada y adoptada por Lingard, que la había enviado a un colegio de monjas y soñaba con casarla con un hombre blanco, así como legarle su dinero antes de retornar a su patria. Lingard era también famoso por haber descubierto un río y amasado una fortuna. Conociendo la región como la palma de su mano, se adentraba con su bergantín "Flash" en aquel río con sus productos de Mánchester, gongs, rifles y pólvora, sin que la competencia estuviera en condiciones de seguirlo y disputarle el mercado. Con el tiempo, Lingard entra en relación con Almayer, demuestra tenerle aprecio, y decide que se case con su hija adoptiva, que hace cuatro años que no ha visto. Almayer se deja convencer, por más de sentir cierta vergüenza por casarse con una malaya. En sus sueños ya se ve en una gran mansión en Ámsterdam, luego de haber heredado a Lingard y haberse sacado de encima a su esposa.
Lo que en ese momento se ignoraba, eran los detalles de la biografía de la muchacha malaya: el día en que fue encontrada por Lingard había combatido como uno más de los tripulantes del prao, habiendo perdido a sus parientes naturales. El prao fue quemado, y con el murió también su pasado. Habiénose adaptado a la situación y aprendido con facilidad el idioma, si bien rechazando las costumbres europeas, había alimentado la esperanza de convertirse en la esposa de Lingard, al cual reconocía como amo. Sus sueños de futuro se desmoronan frente a la decisión de Lingard de casarla con Almayer e introducirla en la sociedad de Batavia, que habría de rechazarla.
A continuación, Lingard propulsa la construcción de una casa, almacenes y un muelle para la pareja en el río Patai (Kalimantan Oriental). Sus planes consisten en que Almayer se ocupe del comercio en la región, mientras el se dedica a una misteriosa empresa de búsqueda de riquezas aún mayores. El plan, sin embargo, no se desarrolla como se había esperado: Almayer se ve confrontado con la competencia feroz y las intrigas de los mercaderes árabes en el río Sambir, y Lingard, por su parte, retorna sin haber tenido éxito y continuará la búsqueda gastando los beneficios de sus empresas anteriores. La actividad comercial disminuye paulatinamente y los almacenes terminan pudriéndose. El banquero de Lingard, Hudig, quiebra y con el desaparece el capital disponible. Almayer se ve confrontado con circunstancias muy adversas y su único consuelo es su hija, Nina, nacida dos años luego de su matrimonio. Su mujer, por otra parte, le odia y quema los muebles en un exabrupto de ira contra los signos de la civilización. Almayer piensa de forma débil en la posibilidad de asesinarla, pero no lleva a la práctica sus ideas.
Cuando Nina tiene seis años, Lingard por fin retorna, siendo casi el único superviviente de la expedición y estando enfermo. Dice haber encontrado las indecibles riquezas que estaba buscando, pero necesita aun más dinero para hacerse de ellas. Decide retornar a Europa para recabar los fondos necesarios y pasando por Singapur dejar a Nina allí, para que reciba la educación que le corresponde. Más tarde, Almayer recibe una última carta de Lingard, donde este dice estar enfermo y no haber encontrado parientes con vida. No vuelve a escuchar de él.
Los años pasan y Almayer tiene solo contacto por carta con Nina. De forma inesperada, ella aparece en el muelle, luego de haber tenido un conflicto con la familia que la había acogido, que en definitiva la despreciaba. Nina no pierde una palabra sobre su vida en Singapur y se adapta rápidamente a la vida salvaje y miserable de la familia. Si bien es cariñosa con Almayer, su actitud es inescrutable y la influencia de su madre incierta. Luego de años de apatía e inercia, Almayer es sacudido por la noticia del establecimiento en la isla de la Compañía Británica de Borneo. Se presume que podría haber una anexión. Almayer gasta sus últimos dineros en la construcción de una nueva casa para los colonos, agentes e ingenieros de la compañía. La región queda, sin embargo, bajo el control nominal de Holanda, lo cual lleva a que los planes se vengan abajo. En vez de ello, recibe la visita de los marineros de una fragata holandesa, que están solo interesados en su ginegra, cigarros y en Nina y habrán de reírse de la futilidad de la nueva casa, denominándola "la locura de Almayer".
Dain Maroola, un príncipe malayo de Bali, visita a Almayer para establecer relaciones comerciales y se enamora de Nina. La Sra. Almayer organiza los encuentros entre Nina y Dain, dado que quiere que se casen, para que su hija pueda seguir siendo nativa, ya que desconfía mucho de los hombres blancos y sus costumbres. Dain se va, pero promete regresar para ayudar a Almayer a encontrar la fuente de riquezas buscada por Lingard. Cuando regresa, se dirige directamente a Lakamba, un rajá malayo, y le dice que encontró una mina de oro y que los holandeses han capturado su barco. El rajá le dice que mate a Almayer antes de que lleguen los holandeses, ya que no se le necesita más para encontrar el oro. A la mañana siguiente, se encuentra el cadáver de un malayo no identificable flotando en el río, con un brazalete en el tobillo muy similar al de Dain. Almayer está angustiado porque Dain es su única oportunidad de encontrar la mina. El cadáver es en realidad el de su esclavo, que había muerto cuando su canoa volcó. La Sra. Almayer sugiere que Dain ponga su tobillera y anillo en el cuerpo ya que planea sacar a Dain de contrabando, para que no sea arrestado por los holandeses. Aprovecha la oportunidad de que Almayer está bebiendo con los holandeses para alejarse junto con Nina. Cuando Almayer se despierta de su ebrio estupor, una sirviente le dice adónde se ha ido Nina y Almayer la sigue hasta el escondite de Dain. Nina se niega a volver para evitar las calumnias de la sociedad blanca. Durante esa discusión, la sirviente informa a los holandeses del paradero de Dain. Almayer dice que nunca podrá perdonar a Nina pero que los ayudará a escapar llevándolos a la desembocadura del río, donde una canoa les permitirá huir. Después de su escape, Almayer borra las huellas de Dain y regresa a su casa. La Sra. Almayer se acoge al rajá en busca de protección, llevándose toda la dote de Dain. Solo, Almayer rompe todos sus muebles en la oficina de su casa, los apila en el centro de la habitación y les prende fuego, quemando también la casa. Pasa el resto de sus días en "su locura", donde fuma opio para olvidar a su hija.

## Adaptación cinematográfica
La novela fue llevada al cine por Chantal Akerman en 2011. Los actores principales fueron: Stanislas Merhar (Almayer), Marc Barbé (Lingard) y Aurora Marion (Nina).
U-Wei Haji Saari dirigió en 2012 la película Hanyut, también basada en el libro. Los actores principales fueron Peter O'Brien (Almayer), Diana Danielle (Nina), Sofia Jane (Mem) y Ady Putra (Dain Maroola).